# Nedjeljko Špiro Erceg
Nedjeljko Špiro Erceg (Klis, 27. srpnja 1941. − Split, 21. srpnja 2018.), hrvatski športski dužnosnik i visoki lokalni političar. Otac je nogometaša Tomislava Ercega.

## Životopis
Rodio se je u Klisu 1941. godine. U Solinu je išao u osnovnu školu. Na srednje škole pošao je u Split gdje je završio gimnaziju. U Splitu je studirao na Kemijsko-tehnološkom fakultetu. Magistrirao je na zagrebačkom Sveučilištu. Radio je skoro cijeli radni staž u tvornici ferolegura Dalmacija u Dugom Ratu. Ondje je obnašao razne rukovoditeljske dužnosti, a najviše je bio generalni direktor u poduzeću. U vrijeme pada komunizma i demokratizacijskih procesa, Erceg se je aktivirao u političkom životu. Bio je dožupanom Splitsko-dalmatinske županije u dvama mandatima te još poslije članom Županijskog poglavarstva.
U Dugom je Ratu mnogo pridonio športu. Bio je dugogodišnji tajnik i jedno vrijeme predsjednik nogometnog kluba Orkana. Osim toga je kao športski zaljubljenik pomagao sve športske grane tada postojeće u Dugom Ratu: rukometu, stolnom tenisu, vaterpolu, šahu i ostalima. Mnogo je pridonio razvitku Radničkih sportskih igara i na njima su Dugoraćani redovito postizali izvrsne rezultate.
Značajna je Ercegova uloga u stvaranju prvog oklopnog transportera Hrvatske vojske (TIN-a) na početku Domovinskog rata. Iznimno je pridonio i pomogao u prvim danima Općine Dugi Rat. Važna je bila njegova potpora i pomoć u inim područjima dugoratskog društvog, gospodarskog i političkog života.
Nogometom se je bavio od djetinjstva, pred župnom crkvom u Klisu, koja mu je tik uz obiteljsku kuću, pa na igralištu kliškog Uskoka. Hajduk mu je bio na prvome mjestu. I kao gospodarstvenik pomagao je Hajduka, još prije nego što je postao jedan od Hajdukovih čelnika. Predsjednikom Skupštine Hajduka je od lipnja 2000. godine i na toj dužnosti je ostao do lipnja 2004. godine. U tom se je razdoblju Hajduk vratio u vrh hrvatskog nogometa nakon više od pola desetljeća suše: prvaci 2000./01. i 2003./04. te kup 2002./03. Obnašao je dužnost odbornika u Izvršnom odboru Nogometnog saveza Općine Split, a potom je bio i član Izvršnog odbora Nogometnog saveza dalmatinske regije.
Umro je 21. srpnja 2018. u Splitu, a pokopan je na splitskom groblju Lovrincu 23. srpnja 2018. godine.

## Nagrade i priznanja
Brojna priznanja za rad u športu. Od većih tu su:
- priznanje FIFE i MOK-a, 2001. za promoviranje nogometa, međunarodnog prijateljstva i ljudske solidarnosti.
- 2011. Nagrada za životno djelo Općine Dugog Rata[4]